# Enfriamiento por vacío
El enfriamiento por vacío (en inglés: vacuum cooling) es una técnica de enfriamiento rápido para cualquier producto poroso con agua libre y utiliza el principio del enfriamiento por evaporación. El enfriamiento por vacío se utiliza generalmente para el enfriamiento de productos alimenticios con alto contenido de agua y grandes porosidades debido a su eficacia en la pérdida de agua tanto desde el interior como desde el exterior de los productos. Se trata de la técnica más utilizada para el enfriamiento rápido de productos alimentarios, que ha demostrado ser uno de los métodos más eficaces y económicos para enfriar y almacenar verduras, frutas, flores, etc.
Esta tecnología de enfriamiento no sólo mejora en gran medida la calidad del producto, sino que también aumenta su vida de anaquel y, al mismo tiempo, reduce los costes de enfriamiento en comparación con los métodos de enfriamiento convencionales disponibles.

## Principio
La tecnología se basa en el fenómeno de que, a medida que se reduce la presión de vapor en un líquido, se reduce su punto de ebullición. El punto de ebullición de un líquido se define como la temperatura a la que la presión de vapor del líquido es igual a la presión externa. Cuando se reduce la presión ejercida sobre un líquido, también se reduce la presión de vapor necesaria para inducir la ebullición y, por tanto, disminuye el punto de ebullición del líquido. Al reducir la presión, es posible hervir el agua a temperaturas más bajas. Esta rápida evaporación de la humedad de la superficie y del interior de los productos debido a la baja presión circundante absorbe el calor latente necesario para el cambio de fase del propio producto. Este calor latente necesario para la evaporación se obtiene principalmente del calor sensible del producto. Como consecuencia de esta evaporación, la temperatura del producto desciende. El producto puede ser enfriado hasta su temperatura de almacenamiento deseada.

## Proceso
Se mantiene una cámara hermética eliminando el aire del interior de la cámara mediante una bomba de vacío. Los productos a enfriar se mantienen en esa cámara hermética. Al reducirse la presión, el punto de ebullición del agua se reduce y el agua comienza a evaporarse, quitando calor al producto. Como consecuencia de esta evaporación, la temperatura del producto comienza a disminuir. Este proceso de enfriamiento de los productos continúa hasta alcanzar la temperatura deseada del producto.
La cámara debe ser evacuada continuamente para mantener un proceso de enfriamiento constante. Otros factores que determinan el proceso de enfriamiento son la superficie del producto disponible para la transferencia de calor y la sensibilidad del producto a la pérdida de agua.

## Ventajas
Como el producto se enfría de manera uniforme en todo el cuerpo sin ningún gradiente de temperatura en el mismo, la vida de anaquel del producto aumenta.
El enfriamiento del producto mediante el enfriamiento por vacío requiere aproximadamente una cuarta parte de la energía de otros métodos de enfriamiento tradicionales.

## Desventajas
A veces, un exceso de pérdida de humedad durante el proceso de enfriamiento deteriora la calidad del producto. Por lo tanto, el proceso de enfriamiento tiene un límite. Este problema debe manejarse manteniendo la presión, la temperatura y el tiempo de enfriamiento requeridos.